# Подволочное
Подволочное — село в Усть-Удинском районе Иркутской области.

## География
Село находится в 145 км от центра района. Стоит на реке Ангара.

## Население
По данным Всероссийской переписи населения 2010 года население НП составило 301 человек.

## Власть
Село в административном плане относится к Подволоченскому муниципальному образованию Усть-Удинского района
Иркутской области.